# Mazsalaca
Mazsalaca wymowaⓘ (niem. Salisburg; est. Väike-Salatsi) – miasto w północnej Łotwie. W latach 2009–2021 stolica novadsu Mazsalaca.
Znane z akcji w jego okolicy, urządzonej przez firmę "Tele 2" 25 października 2009. Odkryto wtedy krater, w którym zaobserwowano płomienie. Po jednym dniu p. Janis Sprogis, dyrektor marketingu firmy "Tele 2" przyznał się do mistyfikacji.